# 충주 미륵리 요지
충주 미륵리 요지(忠州 彌勒里 窯址)는 충청북도 충주시 수안보면 미륵리에 있는, 조선시대의 백자 요지이다. 1994년 12월 30일 충청북도의 기념물 제100호로 지정되었다.

## 개요

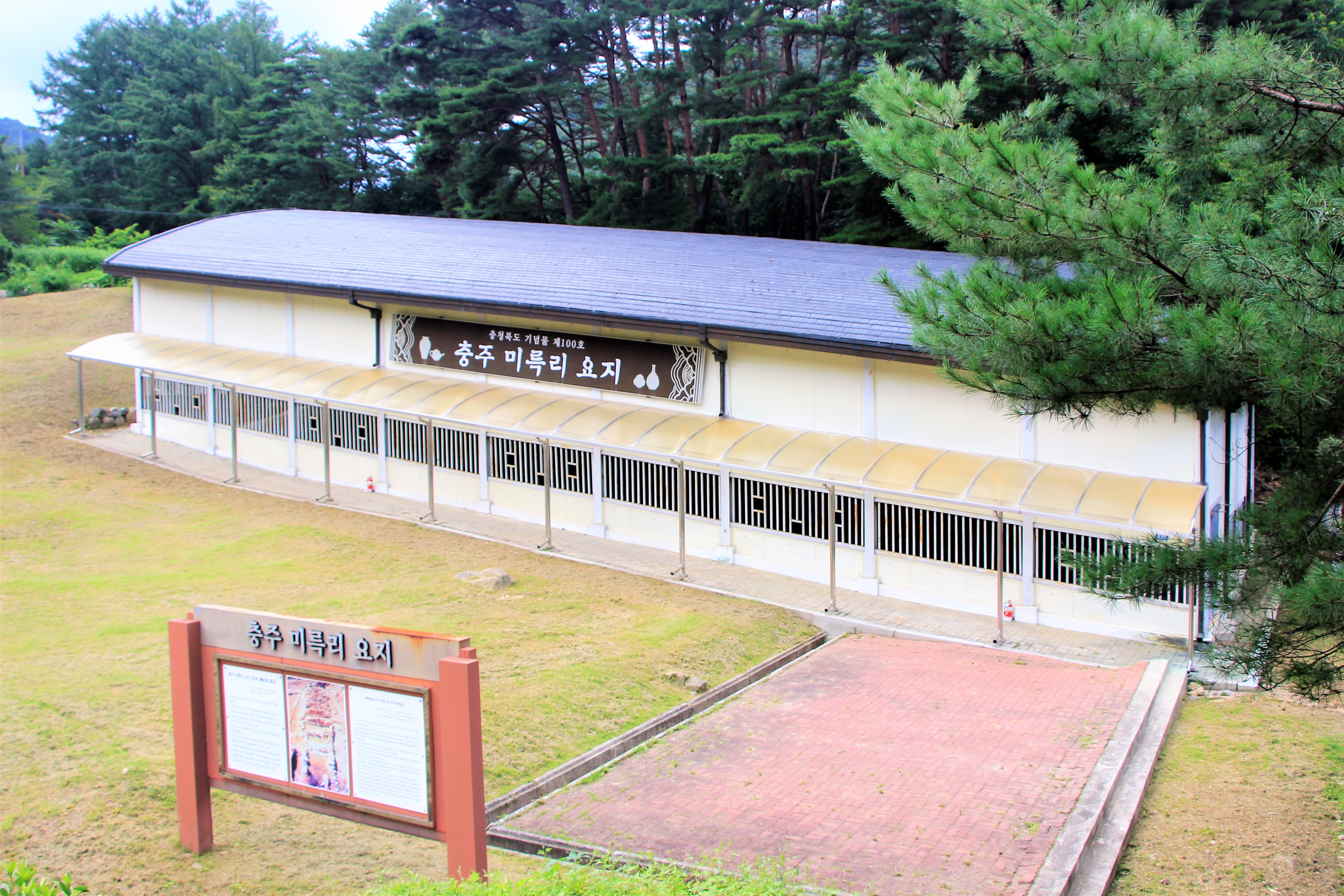
충주 미륵리 요지를 보호각 바깥에서 본 모습.

요지는 자기나 기와, 그릇들을 만들어 굽던 가마터를 말한다.
미륵리 가마터는 중원 미륵사터와 가까운 거리인 점말마을의 높은 산 동남쪽 경사면에 17세기에서 20세기 전반에 걸친 여러시기의 가마가 한 곳에 밀집되어 있다. 이곳에서는 4기의 가마터와 1기의 퇴적층, 1곳의 작업장이 확인되었다. 가마구조는 계단식 오름칸 가마로 보존상태가 잘 남아 있다. 출토유물로는 청화백자, 철화백자, 초문철화백자 등이 있다.
미륵리 가마터에서는 20세기전반의 백자 가마와 일본식 가마가 동시에 발굴되어 한국과 일본의 도자문화 교류상황 파악은 물론 우리의 전통 가마축조 방법과 자기 생산양상 파악 등 도자사 연구의 중요한 자료이다.

## 참고 문헌
- 충주 미륵리 요지 - 국가유산청 국가유산포털